# Eerste divisie (mannenhandbal) 1993/94
De eerste divisie is de op een na hoogste afdeling van het Nederlandse handbal bij de heren op landelijk niveau. In het seizoen 1993/1994 promoveerden De Gazellen en Hellas naar de eredivisie. BDC, V&K, Delta Sport en PSV degradeerden naar de tweede divisie.

## Opzet
- De kampioenen promoveren rechtstreeks naar de eredivisie (mits er niet al een hogere ploeg van dezelfde vereniging in de eredivisie speelt).
- De ploegen die als een-na-laatste (elfde) en laatste (twaalfde) eindigen degraderen rechtstreeks naar de tweede divisie.

## Eerste divisie A

### Teams
| Ploeg            | Plaats      | Provincie     |
| ---------------- | ----------- | ------------- |
| Aalsmeer 2       | Aalsmeer    | Noord-Holland |
| De Blinkert      | Haarlem     | Noord-Holland |
| BDC              | Soest       | Utrecht       |
| E&O 2            | Emmen       | Drenthe       |
| De Gazellen      | Doetinchem  | Gelderland    |
| Jahn II          | Stadskanaal | Groningen     |
| Kolping          | Ouddorp     | Noord-Holland |
| OSC              | Amsterdam   | Noord-Holland |
| Sparta Groningen | Groningen   | Groningen     |
| V&K              | Groningen   | Groningen     |
| Volendam         | Volendam    | Noord-Holland |
| UDSV 2           | Utrecht     | Utrecht       |

### Stand
| Pos | Club             | Wed | Ptn | Opmerking                      |
| --- | ---------------- | --- | --- | ------------------------------ |
| 1   | De Gazellen      | 22  | 37  | Promotie naar eredivisie       |
| 2   | Aalsmeer 2       | 22  | 31  |                                |
| 3   | De Blinkert      | 22  | 30  |                                |
| 4   | UDSV 2           | 22  | 24  |                                |
| 5   | Sparta Groningen | 22  | 23  |                                |
| 6   | E&O 2            | 22  | 22  |                                |
| 7   | Jahn II          | 22  | 22  |                                |
| 8   | Kolping          | 22  | 21  |                                |
| 9   | OSC              | 22  | 17  |                                |
| 10  | Volendam         | 22  | 16  |                                |
| 11  | BDC              | 22  | 15  | Degradatie naar tweede divisie |
| 12  | V&K              | 22  | 6   | Degradatie naar tweede divisie |

## Eerste divisie B

### Teams
| Ploeg                  | Plaats      | Provincie     |
| ---------------------- | ----------- | ------------- |
| Bevo Heldia Combinatie | Panningen   | Limburg       |
| Caesar                 | Beek        | Limburg       |
| Delta Sport            | Zierikzee   | Zeeland       |
| EDH                    | Delft       | Zuid-Holland  |
| EMZ                    | Eindhoven   | Noord-Brabant |
| Groene Ster            | Zevenbergen | Noord-Brabant |
| Hellas                 | Den Haag    | Zuid-Holland  |
| Loreal                 | Venlo       | Limburg       |
| PSV                    | Eindhoven   | Noord-Brabant |
| Quintus                | Kwintsheul  | Zuid-Holland  |
| Saturnus '72           | Ridderkerk  | Zuid-Holland  |
| UDSV                   | Utrecht     | Utrecht       |

### Stand
| Pos | Club                   | Wed | W  | G | V  | Ptn | DV  | DT  | +/− | Opmerking                      |
| --- | ---------------------- | --- | -- | - | -- | --- | --- | --- | --- | ------------------------------ |
| 1   | Hellas                 | 22  | 16 | 3 | 3  | 35  | 477 | 433 | +44 | Promotie naar eredivisie       |
| 2   | Bevo Heldia Combinatie | 22  | 14 | 3 | 5  | 31  | 457 | 401 | +56 |                                |
| 3   | Van der Voort/Quintus  | 22  | 12 | 4 | 6  | 28  | 448 | 441 | +7  |                                |
| 4   | Loreal                 | 22  | 11 | 4 | 7  | 26  | 439 | 416 | +23 |                                |
| 5   | EDH                    | 22  | 11 | 3 | 8  | 25  | 428 | 411 | +17 |                                |
| 6   | Caesar                 | 22  | 12 | 1 | 9  | 25  | 444 | 451 | −7  |                                |
| 7   | UDSV                   | 22  | 11 | 0 | 11 | 22  | 481 | 485 | −4  |                                |
| 8   | Saturnus '72           | 22  | 7  | 3 | 12 | 17  | 475 | 483 | −8  |                                |
| 9   | EMZ                    | 22  | 7  | 2 | 13 | 16  | 396 | 424 | −28 |                                |
| 10  | Groene Ster            | 22  | 6  | 3 | 13 | 15  | 460 | 489 | −29 |                                |
| 11  | Delta Sport            | 22  | 5  | 3 | 14 | 13  | 459 | 480 | −21 | Degradatie naar tweede divisie |
| 12  | PSV                    | 22  | 4  | 3 | 15 | 11  | 449 | 499 | −50 | Degradatie naar tweede divisie |